# 劳拉·迪斯
劳拉·迪斯（英語：Laura Deas，1988年8月19日—），英国女子钢架雪车运动员。她曾代表英国参加2018年和2022年冬季奥林匹克运动会钢架雪车比赛，其中2018年冬季奥运会获得一枚铜牌。